# Carquebut
Carquebut é uma comuna francesa na região administrativa da Normandia, no departamento Mancha. Estende-se por uma área de 8,5 km². Em 2010 a comuna tinha 301 habitantes (densidade: 35,4 hab./km²).